# Diderich Hegermann
Diderich Hegermann (6. december 1763 i Altona – 7. februar 1835 i Christianssand) var en dansk-norsk officer og norsk statsråd, bror til Johan Hendrik Hegermann-Lindencrone.
Han var søn af krigskommissær, oberstløjtnant Cai Ditlev Hegermann (1732-1800) og Anna Esther f. Stuhlmann (død 1778). Et halvt år gammel kom han til Frederikshald og blev 1776 antaget som kadet. 1786 blev han sekondløjtnant ved Kadetkorpset og forblev i København, indtil han 1790 ansattes som 2. officer ved den matematiske skole i Christiania, hvis kommandør han blev 1800. Fra 1790 stod han derhos som kaptajn ved 2. Akershusiske Regiment og var fra 1800 major. Det er gennem sin virksomhed ved det nævnte institut, Hegermann erhvervede sit ansete navn. Han hævede det op til et respektabelt niveau, og under ham som lærer og leder opdroges der mange hold af dygtige officerer, gennem hvilke hans ånd længe levede i den norske hær. Hegermann var medlem af den 1805 i København nedsatte kgl. kommission, der skulle udarbejde nye planer for de militære institutter i begge riger. Den matematiske skole i Christiania blev derefter omdannet til Det kgl. norske Landkadetkorps; i marts 1814 udnævntes han til dettes chef.
Imidlertid var han også avanceret i armeen, hvor han 1808 blev oberstløjtnant, 1811 oberst og 1812 chef for Oplandske Regiment. Som dettes valgte repræsentant mødte han ved Rigsforsamlingen på Ejdsvold, hvor han hørte til den kreds, der stod Christian Frederik nærmest. Til dels synes han at have haft den opgave at fremføre dennes ideer i forsamlingen, således under behandlingen af grundlovens arvefølgeregler. Han var medlem af Konstitutionskomiteen og har tillige på egen hånd optrådt som forslagsstiller. Det hegermannske tillægsforslag til grundlovsudkastets § 115 (om forandringer i grundloven) har i senere tid, fra 1824 og fornemmelig i 1883 og 1884, ofte været tillagt en stor betydning, hvad imidlertid senere grundige undersøgelser har frakendt det. Som forsamlingens præsident gjorde Hegermanns stemme udslaget i den for de følgende begivenheder afgørende votering 19. april, hvorefter forsamlingen skulle hæves, når grundloven var færdig og kongen valgt.
Under det korte felttog i 1814 førte han en brigade, hvormed han opererede langs Glommen omkring Øjeren. I september opholdt han sig i det svenske hovedkvarter for at påse våbenstilstandens overholdelse og kom der i personlig forbindelse med Carl Johan, der siden satte stor pris på ham. I oktober 1814 blev han tilforordnet Statsrådet og blev i november generalmajor og – mod sit eget ønske – statsråd, i hvilken egenskab han overtog bestyrelsen af Armédepartementet. Imidlertid ægtede han i december 1815 en rig købmandsenke i Christianssand, Hanna Susanne Christiane Isachsen, f. Nideros (1778-1858), og da han dermed fik den pligt at varetage hendes betydelige handelsforretninger, søgte og fik han i maj 1816 foreløbig et års fritagelse for sine embedsforretninger. I april 1817 fik han fuldstændig afsked. Resten af sit liv tilbragte Hegermann i Christianssand, hvor han levede som lederen af en stor forretningsvirksomhed til sin død, 7. februar 1835.
Hegermann var formann i Lister og Mandal Amts Landhusholdningsselskap og Ridder af Dannebrogordenen. 1841 rejste tidligere elever et monument over ham i Krigsskolens forhave.
Portrætter af Hegermann: Maleri (brystbillede) af David Arnesen; Eidsvollsbygningen, maleri (helfigur) af Jacob Munch, 1816; Krigsskolen, Oslo, maleri (brystbillede) af Johan Görbitz; p.e., maleri (brystbillede) af Christian Krohg; Oslo Militære Samfund.